# Lista de filmes com temática LGBT de 1984
Esta é uma lista de filmes que contém personagens e/ou temática lésbica, gay, bissexual, ou transgênera lançados em 1984.
| Título                                     | Diretor                                 | País                              | Gênero                  | Elenco | Anotações |
| ------------------------------------------ | --------------------------------------- | --------------------------------- | ----------------------- | --- | --- |
| Amor Maldito                               | Adélia Sampaio                          | Brasil                            | Drama                   | Monique Lafond, Wilma Dias, Emiliano Queiroz, Neuza Amaral, Nildo Parente, Isolda Cresta                                  | |
| Angel                                      | Robert Vincent O'Neil                   | EUA                               | Ação, Suspense          | Donna Wilkes, Cliff Gorman, Susan Tyrrell, Dick Shawn, Rory Calhoun                                                       | trad. Anjo - Inocência e Pecado Uma adolescente leva uma vida dupla, se prostituindo de noite                                                  |
| Another Country                            | Marek Kanievska                         | Reino Unido                       | Romance, Drama          | Rupert Everett, Colin Firth, Cary Elwes, Michael Jenn, Robert Addie, Rupert Wainwright                                    | Roteirizado por Julian Mitchell, baseado em sua peça homônima Vagamente baseado na vida do espião e agente duplo Guy Burgess                   |
| Atrapadas                                  | Aníbal Di Salvo                         | Argentina                         | Crime, Drama            | Leonor Benedetto, Betiana Blum, Camila Perissé, Mirta Busnelli, Gerardo Romano, Juan Leyrado                              | Uma mulher encarreirada é forçada a distribuir drogas dentro da prisão                                                                         |
| Der Auslöser                               | Ira Lankisch                            | Alemanha Ocidental                | Curta                   | Kurt F., Michael K., Hans U. Lankisch, Reinhold N.                                                                        | [ 5 ] |
| Baby                                       | Uwe Frießner                            | Alemanha Ocidental                | Drama                   | Udo Seidler, Reinhard Seeger, Volkmar Richter, Andreas Adams, Steven Cotton, Markus Dreier                                | Um jovem sonha em abrir uma academia enquanto namora um criminoso casado                                                                       |
| The Bay Boy                                | Daniel Petrie                           | Canadá                            | Drama                   | Kiefer Sutherland, Liv Ullmann, Peter Donat, Alan Scarfe, Mathieu Carrière, Chris Wiggins                                 | [ 7 ] |
| Before Stonewall                           | Greta Schiller, Robert Rosenberg        | EUA                               | Documentário            | Ann Bannon, Lisa Ben, Gladys Bentley, George Buse, Martin Duberman, Allen Ginsberg                                        | trad. Antes de Stonewall Sobre a comunidade LGBT antes da Rebelião de Stonewall                                                                |
| Blauer Dunst                               | Klaus Keske                             | Alemanha Ocidental                | Drama                   | Guido Foehrweisserl, Gerhard Haase-Hindenberg, Klaus Schindler, Gerold Wunstel                                            | Uma história sombria sobre ladrões, amantes gays, bares à beira-mar, e assassinato                                                             |
| The Bostonians                             | James Ivory                             | EUA                               | Romance, Drama          | Christopher Reeve, Vanessa Redgrave, Jessica Tandy, Madeleine Potter, Nancy Marchand, Linda Hunt                          | Baseado no romance homônimo de Henry James |
| Les Brésiliennes du Bois de Boulogne       | Robert Thomas                           | França                            | Comédia                 | Rebecca Potok, Michel Godin, Yvan Varco, Angela York, Colette Duval                                                       | Segue uma prostituta brasileira trans e seu irmão em Bois de Boulogne                                                                          |
| Crever à 20 ans                            | Michel Audy                             | Canadá                            | Drama                   | Mario Leblanc, Yvon Leblanc, Gilbert Turp                                                                                 | Dois jovens à procura de amizade e amor começam a se prostituir                                                                                |
| D’amore si vive                            | Silvano Agosti                          | Itália                            | Documentário            | | Cinco entrevistas com cinco pessoas diferentes, sobre o amor e o sexo                                                                          |
| Delitto Al Blue Gay                        | Bruno Corbucci                          | Itália                            | Comédia, Drama          | Tomas Milian, Bombolo, Olimpia Di Nardo, Paco Fabrini, Anita Kupsch, Holger Munzer                                        | Um policial se infiltra em um bar gay para investigar a morte de uma famosa cantora trans                                                      |
| Di 8 dian (第8站)                          | Clarence Yiu-leung Fok                  | Hong Kong                         | Drama, Suspense         | Deanie Ip, Ku Feng, Shu-Kei Wong, Lau Dan, Loletta Lee, Leung San                                                         | Também conhecido como Before Dawn Um jovem se rebela contra sua mãe promíscua ao se envolver com gangsters, drogas, e a homossexualidade       |
| Dorian Gray im Spiegel der Boulevardpresse | Ulrike Ottinger                         | Alemanha Ocidental                | Fantasia, Terror, Drama | Veruschka von Lehndorff, Delphine Seyrig, Tabea Blumenschein, Toyo Tanaka, Irm Hermann, Barbara Valentin                  | trad. O Retrato de Dorian Gray na Imprensa Marrom Adaptação do romance O Retrato de Dorian Gray de Oscar Wilde                                 |
| Drama in Blond                             | Lothar Lambert                          | Alemanha Ocidental                | Drama, Comédia          | Lothar Lambert, Dagmar Beiersdorf, Hans Marquardt, Stefan Menche                                                          | Um atendente de banco tímido visita um cabaré e descobre uma paixão pelo drag e pelo ajudante de palco                                         |
| Er Moretto – Von Liebe leben               | Simon Bischoff                          | Suíça, Alemanha Ocidental, Itália | Documentário            | Alevino Di Silvio, Franco Mazzieri, Vinicio Diamanti, Ciro Cascina, Rosa Di Brigida, Irene Staub                          | Sobre a vida de um jovem prostituto em Roma |
| Espelho de Carne                           | Antonio Carlos da Fontoura              | Brasil                            | Drama, Terror           | Hileana Menezes, Dennis Carvalho, Maria Zilda Bethlem, Daniel Filho, Joana Fomm                                           | |
| Fear City                                  | Abel Ferrara                            | EUA                               | Policial, Drama         | Tom Berenger, Billy Dee Williams, Jack Scalia, Melanie Griffith, Rossano Brazzi, Rae Dawn Chong                           | |
| La Femme en spirale                        | Jean-François Davy                      | França                            | Erótico                 | Hélène Shirley, Piotr Stanislas, Olinka Hardiman, Alban Ceray, Rita Maiden, Marianne Aubert                               | Uma diretora de comerciais tem a oportunidade de dirigir um filme erótico                                                                      |
| Il futuro è donna                          | Marco Ferreri                           | Itália                            | Drama                   | Hanna Schygulla, Ornella Muti, Niels Arestrup, Maurizio Donadoni, Isabella Biagini, Michele Bovenzi                       | Um casal que não quer ter filhos acolhe uma grávida solteira                                                                                   |
| Hookers on Davie Street                    | Holly Dale, Janis Cole                  | Canadá                            | Documentário            | | Segue um grupo de prostitutas em Vancouver |
| Horror Vacui                               | Rosa von Praunheim                      | Alemanha Ocidental                | Terror, Drama           | Lotti Huber, Joaquin La Habana, Folkert Milster, Friedrich Steinhauer, Günter Thews, Ingrid van Bergen                    | A vida pacata de um jovem casal gay é interrompida quando um deles se envolve com um culto                                                     |
| The Hotel New Hampshire                    | Tony Richardson                         | Canadá, Reino Unido, EUA          | Comédia, Drama          | Jodie Foster, Beau Bridges, Rob Lowe, Nastassja Kinski, Wilford Brimley, Paul McCrane                                     | Baseado no romance homônimo de John Irving |
| If They’d Asked for a Lion Tamer           | Paul Oremland                           | Reino Unido                       | Documentário            | David Dale, Reg Bundy, Gary Ancliffe-Lightfoot, Peter Steadman, Alex Buchanan, Mark West                                  | O artista drag Dave Dale fala sobre sua vida e carreira, e se apresenta para uma audiência entusiástica                                        |
| Imagining October                          | Derek Jarman                            | Reino Unido                       | Curta                   | Angus Cook, Peter Doig, Toby Mott, Steven Thrower, Keir Wahid, John Watkiss                                               | Explora o apelo homoerótico de soldados |
| El Juguete Rabioso                         | Aníbal Di Salvo, José María Paolantonio | Argentina                         | Drama                   | Pablo Cedron, Julio De Grazia, Cipe Lincovsky, Osvaldo Terranova, Lucrecia Capello, Roberto Carnaghi                      | Um jovem poeta e inventor tem dificuldades ao procurar um emprego                                                                              |
| Ein Mann wie EVA                           | Radu Gabrea                             | Alemanha Ocidental                | Biográfico, Drama       | Eva Mattes, Lisa Kreuzer, Werner Stocker, Charles Regnier, Charles M. Huber, Carola Regnier                               | trad. Um Homem Como EVA Uma versão ficcionalizada do diretor Rainer Werner Fassbinder com o elenco de seu filme                                |
| Mass Appeal                                | Glenn Jordan                            | EUA                               | Drama, Comédia          | Jack Lemmon, Željko Ivanek, Charles Durning, Louise Latham, Talia Balsam                                                  | Baseado na peça homônima de Bill C. Davis Um padre fica dividido entre sua congregação e uma conexão inexplicável com um seminarista bissexual |
| Mauvaise Conduite                          | Néstor Almendros Orlando Jiménez Leal   | França                            | Documentário            | | trad. Conduta Imprópia Mostra o exilo de homossexuais cubanos pelo governo Castro nos anos 60                                                  |
| Mike's Murder                              | James Bridges                           | EUA                               | Mistério, Drama         | Debra Winger, Mark Keyloun, Darrell Larson                                                                                | trad. Amor Perigoso Uma jovem procura o responsável pela morte de seu ex, que tinha uma vida dupla como prostituto                             |
| Monaco Forever                             | William A. Levey                        | EUA                               | Curta, Comédia          | Charles Pitt, Nancy Brock, Daniele Romer, Jean-Claude Van Damme                                                           | Van Damme interpreta um lutador gay de Karatê em sua primeira aparição em um filme                                                             |
| More and More Love                         | Koshi Shimada                           | Japão                             | Drama                   | | Um cantor famoso fica obcecado com seu medo de contrair a AIDS                                                                                 |
| Mother's Meat and Freud's Flesh            | Demetrios Estdelacropolis               | Canadá                            | Comédia, Drama          | George Agettees, Pierre Bastien, Christian Dufault, Demetri Estdelacropolis, Michel Gagnon, Lawrence Joseph               | Um ator pornô gay tem um relacionamento complicado com sua mãe                                                                                 |
| La muerte de Mikel                         | Imanol Uribe                            | Espanha                           | Drama                   | Imanol Arias, Monserrat Salvador, Amaia Lasa, Fama (Fernando Telletxea), Martín Adjermián, Alicia Sánchez,                | trad. A Morte de Miguel Conta a história de um membro homossexual da ETA que morreu sob circunstâncias misteriosas                             |
| Neiata Sti Laspi                           | Dimitris Athanasiadis                   | Grécia                            | Ação, Crime, Drama      | Fanis Keranidis, Haris Sahanidis, Paris Katsivelo, Vilma Tsakiri, Toula Dimitriou, Giorgos Siskos                         | Um jovem gay rico é assaltado e oferece uma recompensa a quem encontrar o ladrão                                                               |
| On Guard                                   | Susan Lambert                           | Austrália                         | Curta                   | Alice Ansara, Martha Ansara, Liddy Clark, Jan Cornall, Kerry Dwyer                                                        | [ 36 ] |
| Paul Cadmus: Enfant Terrible at 80         | David Sutherland                        | EUA                               | Documentário            | Paul Cadmus | O artista Paul Cadmus relembra seu passado enquanto desenha seu parceiro ao nu                                                                 |
| El pico 2                                  | Eloy de la Iglesia                      | Espanha                           | Drama                   | José Luis Manzano, Fernando Guillén, Andrea Albani, Jaume Valls, José Luis Fernández 'Pirri', Gracita Morales             | Continuaçã do filme El pico de 1983 |
| La Pirate                                  | Jacques Doillon                         | França                            | Drama, Romance          | Jane Birkin, Maruschka Detmers, Andrew Birkin, Philippe Léotard, Laure Marsac, Michael Stevens                            | trad. A Pirata Uma mulher leva sua amante casada para um hotel para convecê-la a não terminar o relacionamento entre elas                      |
| Poppers                                    | José María Castellví II                 | Espanha                           | Drama                   | Giannina Facio, Agustín González, Conrado San Martín, Alfredo Mayo, Manuel de Blas, José Luis de Vilallonga, Miguel Ortiz | [ 40 ] |
| Que Fiz Eu para Merecer Isto?              | Pedro Almodóvar                         | Espanha                           | Comédia, Drama          | Carmen Maura, Ángel de Andrés López, Juan Martínez, Chus Lampreave, Verónica Forqué, Cecilia Roth                         | |
| Recent Sorrows                             | Jerry Barrish                           | EUA                               | Mistério, Drama         | Bill O'Brien, Katie Guthorn, Frederick Hodgson, George Berg, Jim Bowyer, Evan Davis                                       | Os respectivos relacionamentos de dois homens; um gay e um hétero; terminam, e os dois se encontram por acaso em um café                       |
| Secret Places                              | Zelda Barron                            | Reino Unido                       | Drama                   | Marie Theres Relin, Tara MacGowran, Claudine Auger, Jenny Agutter, Cassie Stuart, Ann-Marie Gwatkin                       | Baseado no romance homônimo de Janice Elliott Uma prostituta de meia-idade é 'adotada' por uma jovem que diz precisar de uma mãe               |
| Der Sprinter                               | Christoph Böll                          | Alemanha Ocidental                | Drama, Romance          | Wieland Samolak, Gerhard Olschewski, Renate Muri, Dieter Eppler, Miriam Spoerri, Wichard von Roell                        | trad. O Velocista Um homossexual tenta ser "normal" e entra para um clube de esportes como um velocista para achar uma namorada                |
| Stín Kapradiny                             | Frantisek Vlácil                        | Checoslováquia                    | Drama                   | Marek Probosz, Zbigniew Suszynski, Miroslav Machacek, Frantisek Peterka, Josef Patocka, Vladimir Hlavaty                  | Dois jovens fogem pela floresta depois de matar o guarda-caças do lugar                                                                        |
| The Times of Harvey Milk                   | Rob Epstein                             | EUA                               | Documentário            | Harvey Fierstein, Anne Kronenberg, Tom Ammiano, Sally Gearhart, Tory Hartmann, Jim Elliot                                 | Sobre a carreira política de Harvey Milk |
| La triche                                  | Yannick Bellon                          | França                            | Suspense                | Victor Lanoux, Anny Duperey, Valérie Mairesse, Xavier Deluc, Michel Galabru, Roland Blanche                               | trad. Trapaça Ao investigar a morte de um homossexual famoso, um inspetor se apaixona por um jovem músico                                      |
| Tú solo                                    | Teo Escamilla                           | Espanha                           | Documentário            | José Moratalla, El Chino Torero, Lucio Sandin, José Miguel Arroyo, Teo Escamilla                                          | Segue o dia a dia dos pupilos da Escola de Tauromaquia em Madri                                                                                |
| O Viciado em C...                          | David Cardoso                           | Brasil                            | Erótico                 | Sílvio Júnior, David Cardoso Junior, Eliana Gabarron, Walter Gabarron, David Cardoso                                      | |
| Vite di ballatoio                          | Daniele Segre                           | Itália                            | Drama                   | Antonio Moretti, Antonio De Giglio, Francesco Moretti, Mario Gallo, Antonella Usai, Antonio Linetti                       | Segue a vida de mulheres trans que se prostituem em Turim                                                                                      |
| Volúpia de Mulher                          | John Doo                                | Brasil                            | Drama, Erótico          | Helena Ramos, Vanessa Alves, Alvamar Taddei, Romeu de Freitas, André Loureiro                                             | |
| Wiener Brut                                | Hans Fädler                             | Áustria                           | Drama                   | Herbert Adamec, Georg Biro, Gerhard Bornitsch, Franz Brendinger, Carola Coca Cola, Marie Therese Escribano                | [ 48 ] |
| Die Wolfsbraut                             | Dagmar Beiersdorf                       | Alemanha Ocidental                | Comédia                 | Imke Barnstedt, Martine Felton, Albert Heins, Mustafa Iskandarani, Lothar Lambert                                         | Segue a amizade intensa entre duas mulheres de raças e vidas diferentes                                                                        |
| Zámek Nekonecno                            | Antonín Kopřiva                         | Checoslováquia                    | Drama                   | Pavel Kříž, Josef Langmiler, Jiří Ornest, Zdeněk Hradilák, Jiří Němeček, Daniel Netušil                                   | [ 50 ] |